# Commandant der vervangingstroepen 400
De Commandant der vervangingstroepen 400 (Duits: Kommandeur der Ersatztruppen 400)(ook Ersatz-Division 400 genoemd) was een Duitse militaire eenheid in de Tweede Wereldoorlog. 
De eenheid werd op 3 juni 1940 opgericht door Wehrkreis IV als staf voor zeven vervangingsbataljons en een veldrecrutenbataljon die in Polen lagen. Tijdens haar gehele bestaan was het gestationeerd in Polen. 
De divisie werd al na enkele maanden op 1 augustus 1940 opgeheven.

## Commandanten
- Generalmajor Rudolf Wanger (3 juni 1940 - 31 juli 1940)

## Samenstelling
- Feldrekruten-Infanterie-Regiment 264
  - I.-IV.Btl.
- Feldrekruten-Infanterie-Regiment 265
  - I.-IV.Btl.